# Bernhard von Gudden
Johann Bernhard Aloys von Gudden (ur. 7 czerwca 1824 w Kleve, zm. 13 czerwca 1886 koło Bergu) – niemiecki neuroanatom i psychiatra. Wprowadził do neuroanatomii użycie skonstruowanego przez siebie mikrotomu.

## Życiorys
Studiował na Uniwersytecie Marcina Lutra w Halle, w 1848 roku został doktorem medycyny. Następnie został internem w zakładzie dla psychicznie chorych w Siegburgu. Od 1851 do 1855 był psychiatrą w ośrodku Illenau w Badenii. Od 1855 do 1869 był dyrektorem Unterfränkische Landes-Irrenanstalt w Werneck. W 1869 roku został dyrektorem kliniki Burghölzli i profesorem psychiatrii na Uniwersytecie Zuryskim. Później otrzymał katedrę psychiatrii na Uniwersytecie Ludwika i Maksymiliana w Monachium.
Gudden miał duży wkład w neuroanatomię – opisał drogi, połączenia, jądra i przebieg nerwów czaszkowych. Skrzyżowane włókna nerwowe drogi wzrokowej nazywa się niekiedy spoidłem Guddena. Opracował specjalny mikrotom do badań histologicznych mózgu. Jego uczniami byli Emil Kraepelin, Franz Nissl, Auguste Forel, Sigbert Ganser i Oskar Panizza.
Gudden był osobistym lekarzem Ludwika II Wittelsbacha. 13 czerwca 1886 roku o godzinie 23:30 ciała Ludwika i Guddena znaleziono na brzegu jeziora Starnberger See. Przypuszczalnie obaj zostali zamordowani.
Został pochowany na Cmentarzu Wschodnim w Monachium.

## Wybrane prace
- Beiträge zur Lehre von den Scabies
- Experimentelle Untersuchungen über das Schädelwachstum
- Recherches expérimentales sur la croissance du crane (1876)